# Millennium Seed Bank Project

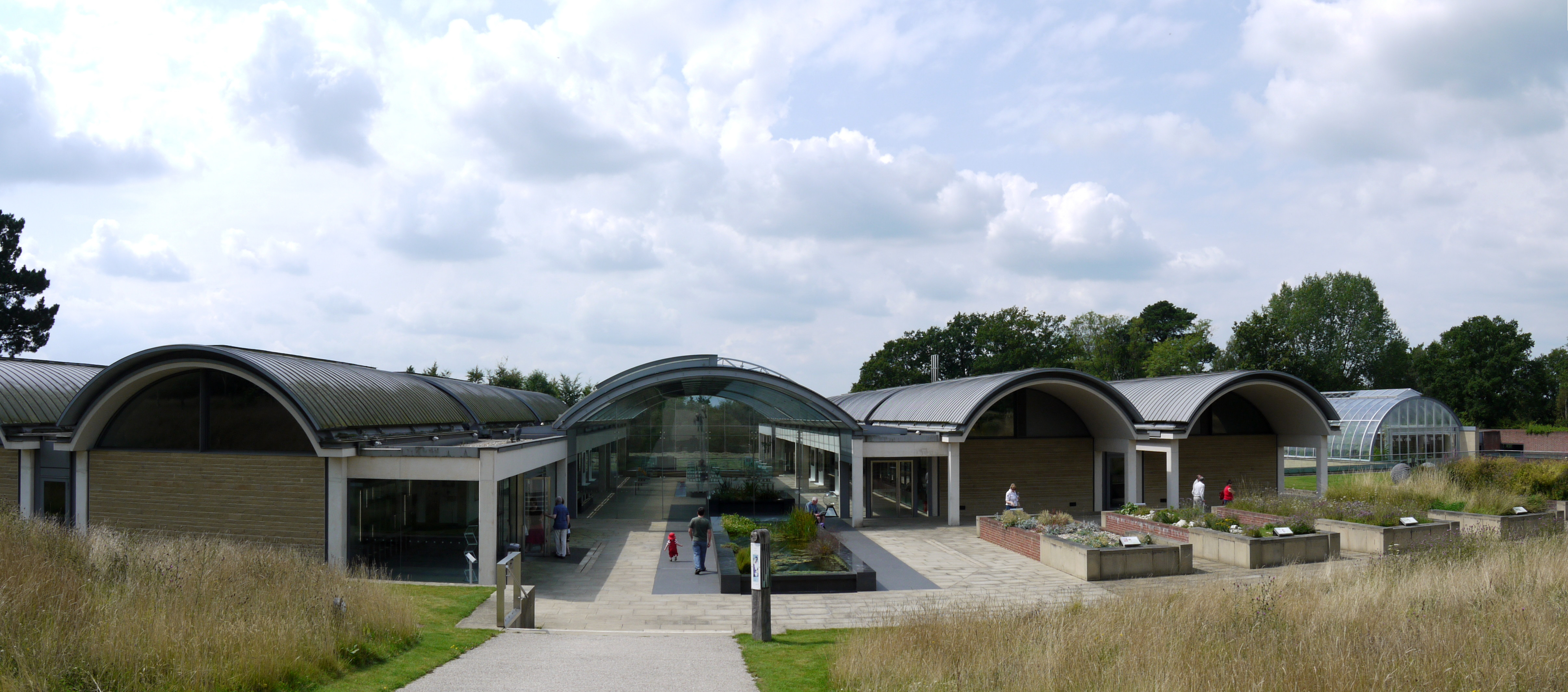
Il Wellcome Trust Millennium

Il Millennium Seed Bank Project è un progetto internazionale per la conservazione dei semi, coordinato dai Kew Gardens. Avviato nell'anno 2000.
Il Millennium Seed Bank è ospitato dal Wellcome Trust Millennium sui terreni del Wakehurst Place West Sussex, ed ha lo scopo di tutelare la biodiversità, affrontare l'erosione genetica e contrastare l'estinzione delle piante spontanee minacciate, immagazzinandone i semi per un eventuale uso futuro. Come in altre banche dei semi, i semi vengono conservati in celle refrigerate nel sottosuolo: il Millennium Seed Bank attualmente conserva la più ampia raccolta di semi del mondo.
In collaborazione con altri progetti per la salvaguardia della biodiversità organizza spedizioni in tutto il mondo per la raccolta dei semi delle piante sulla terraferma. Dove è possibile le collezioni vengono mantenute nel paese d'origine e al Millennium Seed Bank Project vengono spediti i duplicati per l'immagazzinamento.
Grazie alla presenza internazionale e capillare delle principali associazioni, i paesi coinvolti possono venire incontro agli obiettivi internazionali a favore dell'ambiente, come la Global Strategy for Plant Conservation e il Millennium Development Goals of the United Nations Environment Programme.
Ad aprile 2007, il Millennium Seed Bank Project ha acquisito il miliardesimo seme, un tipo di bambù africano della specie Oxytenanthera abyssinica.

## Obiettivi del progetto
I principali obiettivi del progetto sono: 
- raccogliere i semi di 24.000 specie di piante entro 2010 (Obiettivo 2010)
- rappresentanti il 10% della flora della terraferma
- raccogliere tutti i semi della flora nativa della Gran Bretagna
- svolgere ulteriori ricerche sulla conservazione e sulla salvaguardia dei semi e delle piante
- diventare un importante punto di riferimento per la ricerca e incoraggiare l'interesse pubblico.

## Associazioni internazionali
Le associazioni del Millennium Seed Bank Project esistono in Australia, in Messico, in Cile, in Kenya, in Cina, negli Stati Uniti, in Giordania, in Mali, in Malawi, in Madagascar, in Burkina Faso, in Botswana, in Tanzania, in Arabia Saudita, in Libano ed in Sudafrica.
L'Australia è particolarmente significativa poiché la relativa flora costituisce il 15% del totale delle specie nel mondo, il cui 22% è stato etichettato come a rischio di estinzione.

## Conservazione dei semi

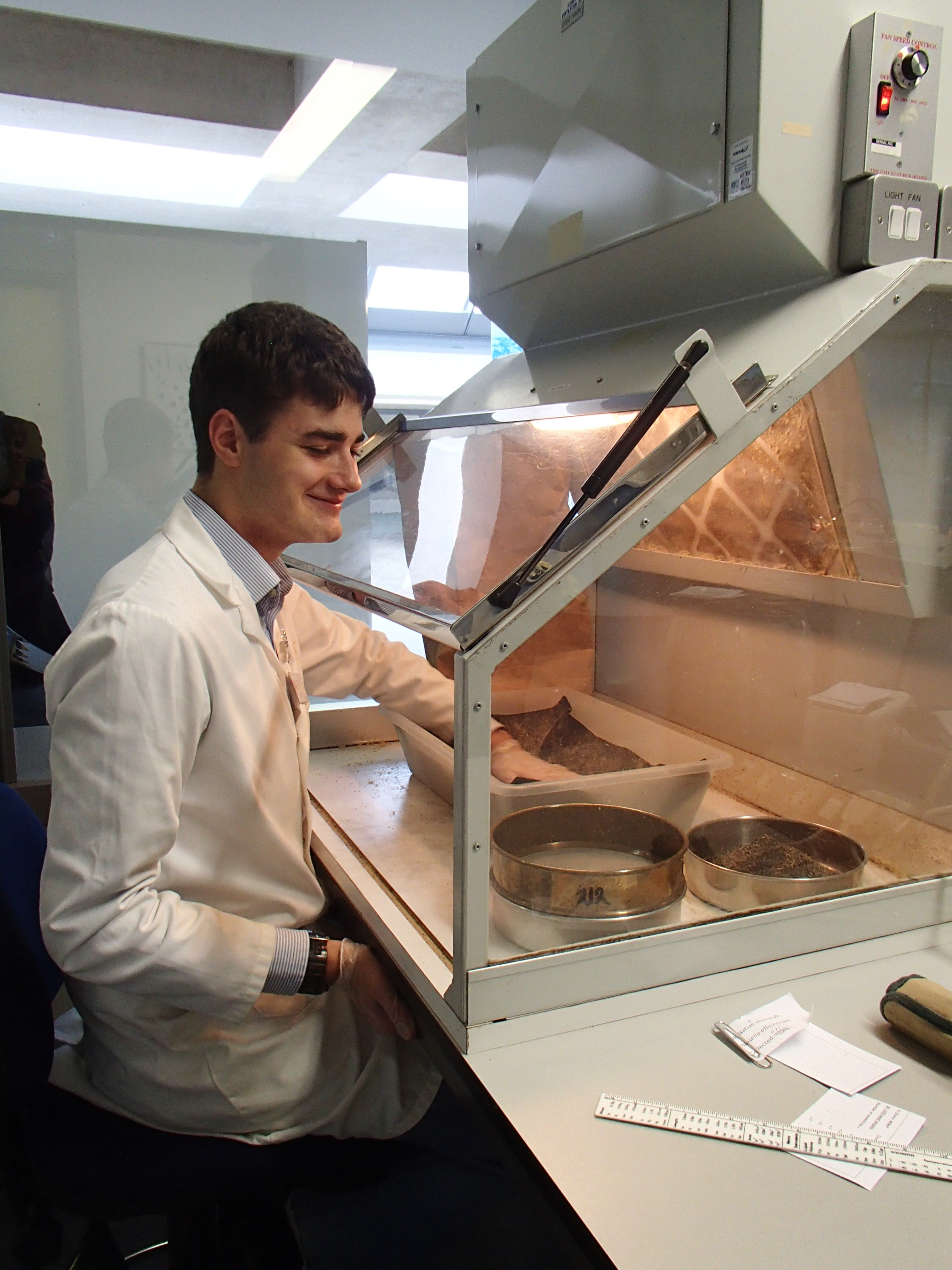
Pulizia di semi di Pilosella officinarum.

Quando i semi arrivano devono essere puliti e la loro identificazione confermata. A questo punto vengono asciugati, riorganizzati ed immagazzinati a temperature sotto allo 0 °C.
Poiché i semi devono essere usati per le ricerche e si devono controllare gli stati di immagazzinamento e di presenza, i semi vengono fatti germinare periodicamente. Dai semi immagazzinati vengono anche fatte crescere le piante che in natura sono minacciate o in via di estinzione per poi essere reintrodotte dove ce ne sia bisogno.
Tutti i semi vengono forniti alle istituzioni secondo il principio dello scambio reciproco e senza scopo di lucro.